# Diócesis de Hincha
La diócesis de Hincha (en latín: Dioecesis Hinchen(sis), en francés: Diocèse de Hinche y en criollo haitiano: Dyosèz Ench) es una circunscripción eclesiástica latina de la Iglesia católica en Haití, sufragánea de la arquidiócesis de Cabo Haitiano. La diócesis tiene al obispo Désinord Jean como su ordinario desde el 4 de abril de 2016. 

## Territorio y organización
La diócesis tiene 3000 km² y extiende su jurisdicción sobre los fieles católicos de rito latino residentes en parte del departamento Centro.
La sede de la diócesis se encuentra en la ciudad de Hincha, en donde se halla la Catedral de la Inmaculada Concepción.
En 2019 en la diócesis existían 50 parroquias.

## Historia
La diócesis fue erigida el 20 de abril de 1972 mediante la bula Animorum Christifidelium del papa Pablo VI separando territorio de la diócesis de Cabo Haitiano (hoy arquidiócesis de Cabo Haitiano) y de la diócesis de Les Gonaïves. Originariamente era sufragánea de la arquidiócesis de Puerto Príncipe.
El 7 de abril de 1988 entró a formar parte de la provincia eclesiástica de la arquidiócesis de Cabo Haitiano.
El 31 de enero de 1991 cedió una porción de territorio para la erección de la diócesis de Fuerte Libertad mediante la bula Quandoquidem ubique del papa Juan Pablo II.

## Estadísticas
De acuerdo al Anuario Pontificio 2020 la diócesis tenía a fines de 2019 un total de 399 000 fieles bautizados.
| Año                                                                             | Población            | Población | Población      | Sacerdotes | Sacerdotes    | Sacerdotes    | Bautizados por sacerdote | Diáconos permanentes | Religiosos | Religiosos | Parroquias |
| Año                                                                             | Bautizados católicos | Total     | % de católicos | Total      | Clero secular | Clero regular | Bautizados por sacerdote | Diáconos permanentes | Varones    | Mujeres    | Parroquias |
| ------------------------------------------------------------------------------- | -------------------- | --------- | -------------- | ---------- | ------------- | ------------- | ------------------------ | -------------------- | ---------- | ---------- | ---------- |
| 1976                                                                            | 280 000              | 400 000   | 70.0           | 15         | 2             | 13            | 18 666                   | 1                    | 34         | 42         | 12         |
| 1980                                                                            | 286 750              | 500 000   | 57.4           | 17         | 2             | 15            | 16 867                   |                      | 26         | 32         | 13         |
| 1990                                                                            | 166 500              | 212 000   | 78.5           | 21         | 10            | 11            | 7928                     | 1                    | 55         | 52         | 13         |
| 1997                                                                            | 350 000              | 500 000   | 70.0           | 34         | 29            | 5             | 10 294                   |                      | 54         | 64         | 16         |
| 2000                                                                            | 350 000              | 500 000   | 70.0           | 45         | 40            | 5             | 7777                     |                      | 54         | 64         | 17         |
| 2001                                                                            | 480 000              | 600 000   | 80.0           | 31         | 27            | 4             | 15 483                   | 1                    | 45         | 54         | 17         |
| 2002                                                                            | 330 000              | 510 000   | 64.7           | 37         | 32            | 5             | 8918                     |                      | 52         | 70         | 18         |
| 2003                                                                            | 320 000              | 512 000   | 62.5           | 40         | 35            | 5             | 8000                     |                      | 52         | 68         | 21         |
| 2004                                                                            | 321 000              | 514 000   | 62.5           | 41         | 38            | 3             | 7829                     |                      | 46         | 67         | 23         |
| 2006                                                                            | 327 000              | 518 000   | 63.1           | 43         | 41            | 2             | 7604                     |                      | 56         | 60         | 24         |
| 2013                                                                            | 355 000              | 584 000   | 60.8           | 55         | 50            | 5             | 6454                     |                      | 24         | 76         | 37         |
| 2016                                                                            | 420 000              | 652 000   | 64.4           | 89         | 84            | 5             | 4719                     |                      | 29         | 85         | 42         |
| 2019                                                                            | 399 000              | 759 550   | 52.5           | 91         | 87            | 4             | 4384                     |                      | 20         | 67         | 50         |
| Fuente: Catholic-Hierarchy, que a su vez toma los datos del Anuario Pontificio. |                      |           |                |            |               |               |                          |                      |            |            |            |

## Episcopologio
- Jean-Baptiste Décoste † (20 de abril de 1972-20 de mayo de 1980 falleció)
- Léonard Pétion Laroche † (22 de mayo de 1982-30 de junio de 1998 retirado)
- Louis Nerval Kébreau, S.D.B. (30 de junio de 1998-1 de marzo de 2008 nombrado arzobispo de Cabo Haitiano)
- Simon Pierre Saint-Hillien, C.S.C. † (6 de agosto de 2009-22 de julio de 2015 falleció)
- Désinord Jean, desde el 4 de abril de 2016